# 熱中
| ウィキペディアには「熱中」という見出しの百科事典記事はありません（タイトルに「熱中」を含むページの一覧/「熱中」で始まるページの一覧）。 代わりにウィクショナリーのページ「熱中」が役に立つかもしれません。 |